# Chen Jinghua
Chen Jinghua is een Chinees diplomaat.
Hij was van september 1998 tot oktober 2000 ambassadeur op de Fiji-eilanden, van oktober 2003 tot augustus 2006 in Suriname en van november 2006 tot april 2011 in Jamaica.